# Легка атлетика на літніх Олімпійських іграх 2008 — потрійний стрибок (чоловіки)
Змагання з потрійного стрибка серед чоловіків на Літніх Олімпійських іграх 2008 у Пекіні проходили 18 та 21 серпня на Пекінському національному стадіоні.

## Медалісти
| Золото                   | Срібло                        | Бронза                        |
| Нельсон Евора Португалія | Філліпс Ідову Велика Британія | Лівен Сендс Багамські Острови |

## Кваліфікація учасників
Національний олімпійський комітет (НОК) кожної країни мав право заявити для участі у змаганнях не більше трьох спортсменів, які виконали норматив А (17,10 м) у кваліфікаційний період з 1 січня 2007 року по 23 липня 2008 року. Також НОК міг заявити не більше одного спортсмена з тих, хто виконав норматив В (16,80 м) за той же період. Кваліфікаційні нормативи були встановлені ІААФ.

## Рекорди
Дані наведені на початок Олімпійських ігор. 
| Світовий рекорд     | Джонатан Едвардс (Велика Британія) | 18,29 м | Гетеборг (Швеція) | 7 серпня 1995 року |
| Олімпійський рекорд | Кенні Гаррісон (США)               | 18,09 м | Атланта (США)     | 27 липня 1996 року |

За підсумками змагань обидва рекорди залишилися незмінними.

## Змагання
Для потрапляння у фінал спортсменам необхідно у кваліфікації показати результат не гірший за 17,10 м. У фінал потрапляють мінімум 12 атлетів. Якщо кількість тих, хто виконав кваліфікацію, більша, то у фінал потрапляють усі спортсмени, що виконали кваліфікацію. У тому разі, якщо кількість спортсменів, що виконали кваліфікацію, менш як 12, то потрапляють у фінал за найкращим результатом серед тих, хто не виконав кваліфікаційний норматив.
Результати вказано в метрах. Також використані такі скорочення:
- Q — виконаний кваліфікаційний норматив
- q — кваліфікований за найкращим результатом серед тих, хто не виконав кваліфікаційний норматив
- SB — найкращий результат у сезоні
- PB — найкращий результат у кар'єрі
- NR — національний рекорд
- DNS — не стартував
- NM — немає жодної залікової спроби
- Х — заступ

### Кваліфікація
| Місце | Спортсмен                | 1     | 2     | 3     | Результат | Примітки |
| ----- | ------------------------ | ----- | ----- | ----- | --------- | -------- |
| 1.    | Філліпс Ідову            | 17,44 | —     | —     | 17,44     | Q        |
| 2.    | Нельсон Евора            | х     | 17,34 | —     | 17,34     | Q, SB    |
| 3.    | Арні Гірат               | 17,30 | —     | —     | 17,30     | Q        |
| 4.    | Ігор Спасовходський      | 16,79 | 16,85 | 17,23 | 17,23     | Q        |
| 5.    | Маріан Опреа             | х     | 16,99 | 17,17 | 17,17     | Q        |
| 6.    | Жадел Грегорі            | 17,15 | —     | —     | 17,15     | Q        |
| 7.    | Віктор Кузнєцов          | 16,70 | 17,11 | —     | 17,11     | Q        |
| 8.    | Алексіс Копелло          | 17,09 | 16,92 | х     | 17,09     |          |
| 9.    | Дмитро Валукевич         | х     | 16,86 | 17,08 | 17,08     |          |
| 10.   | Кім Докхен               | 16,68 | 14,68 | 16,88 | 16,88     |          |
| 11.   | Рафіг Керрі              | х     | 16,23 | 16,88 | 16,88     |          |
| 12.   | Фабріціо Донато          | 16,10 | х     | 16,70 | 16,70     |          |
| 13.   | Кента Белл               | 16,55 | х     | 16,17 | 16,55     |          |
| 14.   | Дмитро Платніцький       | 16,51 | х     | х     | 16,51     |          |
| 15.   | Джефферсон Сабіну        | 16,12 | 16,45 | х     | 16,45     |          |
| 16.   | Роман Валієв             | х     | 16,20 | 15,93 | 16,20     |          |
| 17.   | Ібраїм Бабікір Могамдеїн | 16,03 | 16,02 | 15,90 | 16,03     |          |
| 18.   | Чжун Мінвей              | 15,59 | х     | 14,91 | 15,59     |          |
| 19.   | Редзеп Селман            | 14,98 | 15,29 | 15,28 | 15,29     |          |

| Місце | Спортсмен           | 1     | 2     | 3     | Результат | Примітки |
| ----- | ------------------- | ----- | ----- | ----- | --------- | -------- |
| 1.    | Лі Янси             | 16,93 | 16,83 | 17,30 | 17,30     | Q, PB    |
| 2.    | Лівен Сендс         | 17,25 | —     | —     | 17,25     | Q        |
| 3.    | Оночі Ачике         | х     | 17,18 | —     | 17,18     | Q        |
| 4.    | Гектор Фуентес      | 16,73 | 16,42 | 17,14 | 17,14     | Q        |
| 5.    | Момчил Караїлієв    | 17,06 | 17,12 | —     | 17,12     | Q        |
| 6.    | Ренді Льюїс         | х     | 17,06 | х     | 17,06     |          |
| 7.    | Михайло Саволайнен  | 17,00 | 16,55 | 16,29 | 17,00     | SB       |
| 8.    | Олександр Петренко  | 16,84 | 16,97 | 16,74 | 16,97     |          |
| 9.    | Натан Дуглас        | 16,45 | 16,68 | 16,72 | 16,72     |          |
| 10.   | Данило Буркеня      | 16,44 | 16,69 | 15,65 | 16,69     |          |
| 11.   | Дімітріос Ціаміс    | 16,37 | 16,65 | 16,48 | 16,65     |          |
| 12.   | Володимир Летніци   | 16,62 | х     | х     | 16,62     |          |
| 13.   | Віктор Ястребов     | х     | х     | 16,52 | 16,52     |          |
| 14.   | Коломба Фофана      | 16,42 | 15,47 | х     | 16,42     |          |
| 15.   | Ньюгейте Мамба-Шлік | 16,01 | 14,98 | х     | 16,01     |          |
| 16.   | Аарік Вілсон        | х     | 15,51 | 15,97 | 15,97     |          |
| 17.   | Джунджі Гу          | 15,94 | 15,87 | х     | 15,94     |          |
| 18.   | Ренжіт Махесварі    | 15,77 | х     | 15,51 | 15,77     |          |
|       | Ндісс Каба Баджо    | х     | х     | —     | NM        |          |
|       | Тарік Бугетаїб      | х     | х     | х     | NM        |          |

### Фінал
| Місце | Спортсмен           | 1     | 2     | 3     | 4     | 5     | 6     | Результат | Примітки |
| ----- | ------------------- | ----- | ----- | ----- | ----- | ----- | ----- | --------- | -------- |
| 1.    | Нельсон Евора       | 17,31 | 17,56 | х     | 17,67 | 17,24 | 16,52 | 17,67     | SB       |
| 2.    | Філліпс Ідову       | 17,51 | 17,31 | 17,62 | х     | 17,26 | 16,41 | 17,62     | SB       |
| 3.    | Лівен Сендс         | 16,91 | 16,55 | 17,59 | 17,26 | 17,32 | х     | 17,59     | NR       |
| 4.    | Арні Гірат          | 17,27 | 17,52 | 17,24 | 17,48 | х     | 17,08 | 17,52     | PB       |
| 5.    | Маріан Опреа        | 17,22 | х     | х     | х     | х     | 16,69 | 17,22     |          |
| 6.    | Жадел Грегорі       | 17,14 | 16,55 | 13,79 | 16,83 | 16,78 | 17,20 | 17,20     |          |
| 7.    | Оночі Ачике         | 16,74 | х     | 17,17 | х     | 17,04 | х     | 17,17     |          |
| 8.    | Віктор Кузнєцов     | 16,71 | 16,87 | х     | 16,81 | 16,48 | х     | 16,87     |          |
| 9.    | Ігор Спасовходський | 16,79 | 16,37 | 15,63 |       |       |       | 16,79     |          |
| 10.   | Лі Янси             | 15,93 | 16,35 | 16,77 |       |       |       | 16,77     |          |
| 11.   | Момчил Караїлієв    | 16,48 | 16,39 | 16,38 |       |       |       | 16,48     |          |
| 12.   | Гектор Фуентес      | 15,92 | х     | 16,28 |       |       |       | 16,28     |          |